# Ida Kamińska
Ida Kamińska (n. 18 septembrie 1899, Odessa, Imperiul Rus – d. 21 mai 1980, New York City, New York, SUA) a fost o actriță de film și teatru și regizoare de teatru poloneză de origine evreiască.
Cunoscută în principal pentru munca sa în teatru, ea a fost fiica lui Avrom Yitshok Kaminski (Abraham Isaac Kaminski) și a lui Ester Rachel Kamińska⁠(d) (născută Halpern), cunoscută drept Mama teatrului evreiesc. Teatrul Evreiesc din Varșovia, Polonia este numit în cinstea ei și a mamei sale. În lunga ei carieră, Kamińska a produs peste 70 de piese de teatru și a jucat în peste 150 de producții. De asemenea, a scris două piese proprii și a tradus multe lucrări în limba idiș. Al Doilea Război Mondial i-a îngreunat cariera, iar mai târziu a emigrat în Statele Unite ale Americii, unde a continuat să joace. În 1967, ea a regizat și a interpretat rolul principal din Mutter Courage și copiii ei pe Broadway. În 1973, ea și-a lansat autobiografia, intitulată Viața mea, teatrul meu.
A jucat în filmul din 1965 Magazinul de pe strada mare regizat de Ján Kadár și Elmar Klos, film care a câștigat Premiul Oscar pentru cel mai bun film străin. Pentru interpretarea ei, a primit o mențiune specială la Festivalul de Film de la Cannes, precum și nominalizări la Globul de Aur și premiul Oscar pentru cea mai bună actriță.

## Viață timpurie și carieră
S-a născut la Odesa, Imperiul Rus (acum Ucraina), ca fiică a actriței de teatru idiș Ester Rachel Kamińska (1870–1925) și a actorului, regizorului și producătorului de teatru Abraham Izaak Kamiński (pl⁠(d)) (1867–1918). Sora ei a fost actrița Regina Kamińska (pl⁠(d)) iar fratele ei a fost Joseph Kamiński (pl⁠(d)), un compozitor. Mama ei a fost descrisă ca o „Eleonora Duse⁠(d) evreică”.

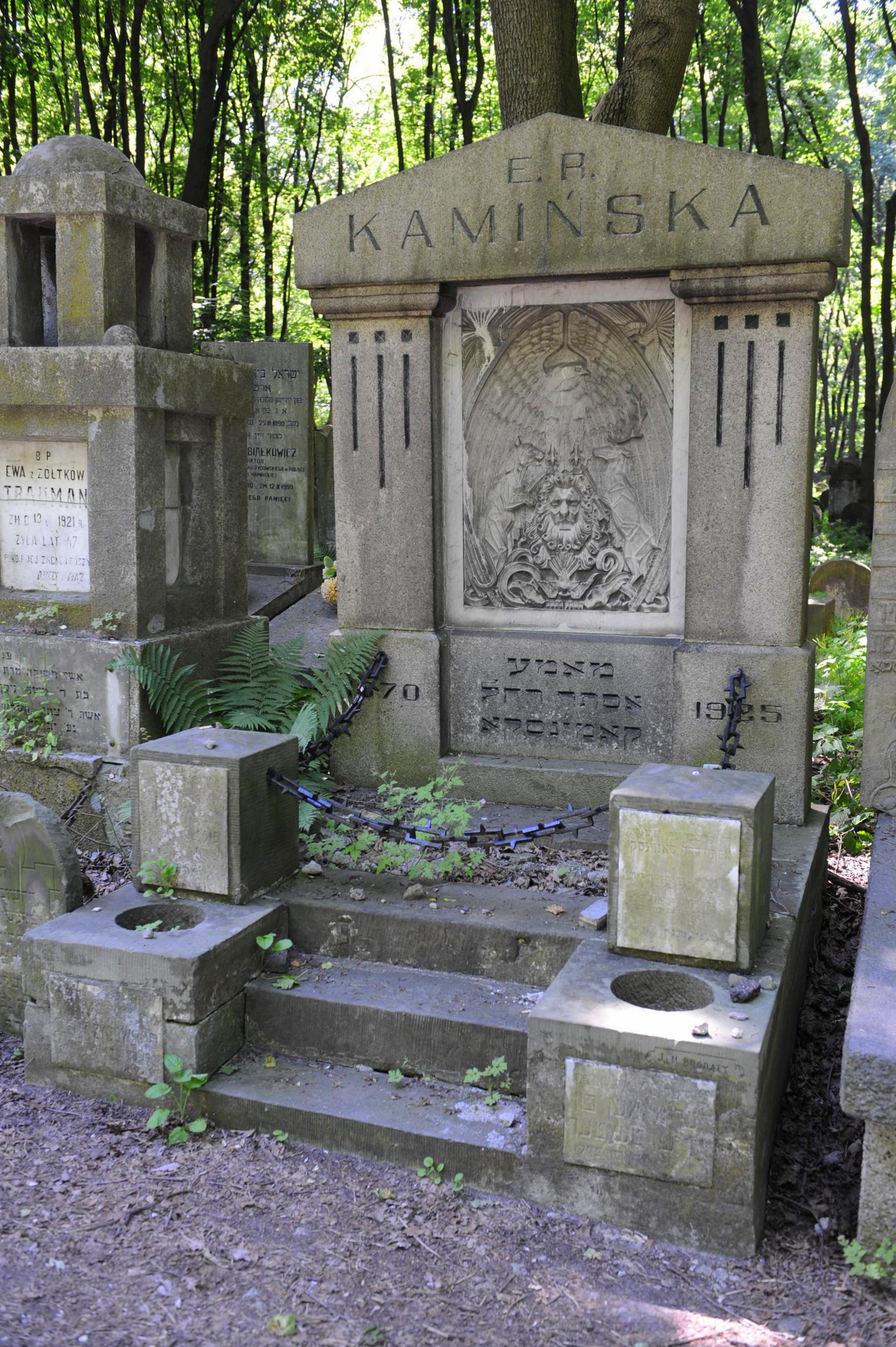
Mormântul Esterei Rachel Kamińska, mama ei.

Ida Kamińska și-a început cariera pe scena teatrului la vârsta de șase ani. Unul dintre primele ei roluri a fost în piesa lui Jakob Gordin, Mirele Efros, ca nepoata personajului principal, care a fost interpretat de mama ei. Ea a jucat atât în tragedii, cât și în comedii, precum și a regizat piese în trupa tatălui ei până la vârsta de 18 ani.
În 1918 s-a căsătorit cu actorul și regizorul idiș Zygmunt Turkow⁠(d) (1896-1970), care era membru al trupei părinților ei. Ea și Turkow au avut o fiică, Ruth Kamińska-Turkow, care s-a născut în 1919. După un turneu de trei ani al teatrului Kamiński prin Uniunea Sovietică, tânărul cuplu s-a stabilit la Varșovia și împreună au înființat Teatrul de Artă Evreiască din Varșovia, în 1922, cu Ida Kamińska ca actriță principală. Au divorțat în 1932 și, în același an, Ida și-a organizat propria companie la Varșovia, Teatrul Dramatic Ida Kamińska, pe care a continuat să-l conducă până în 1939. În iulie 1936, Kamińska s-a căsătorit cu actorul idiș Marian (Meir) Melman (1900-1978).
În octombrie 1939, în prima parte a celui de-al Doilea Război Mondial, Kamińska și membrii familiei, inclusiv soțul ei, Melman, și fiica ei, Ruth, au fugit la Lwów (Lviv, Ucraina), care se afla sub ocupație sovietică. Acolo a reușit să conducă un teatru idiș finanțat de autoritățile sovietice. Ea și familia ei s-au adăpostit la prieteni acolo și au fost supravegheate de autoritățile sovietice, din cauza interpretărilor lor pe scenă considerate anti-naziste (URSS și Germania Nazistă semnaseră recent Pactul Molotov-Ribbentrop). Kamińska și membri ai familiei ei au fost mutați ulterior în diferite localități din Uniunea Sovietică, ajungând în Republica Sovietică Socialistă Kirghiză, actualul Kârgâzstan. Fiul ei și al lui Melman, Victor, s-a născut la Frunze (Bișkek), în Asia Centrală Sovietică, în toamna anului 1941. În 1944 s-au stabilit la Moscova, unde Kamińska a jucat din nou în producții idiș.

## Carieră postbelică
După război, Kamińska și familia ei s-au întors la Varșovia. Populația evreiască poloneză fusese decimată de evenimentele Holocaustului. Cu toate acestea, Kamińska și Melman au luat decizia de a încerca să restabilească teatrul evreiesc. Un teatru idiș a fost redeschis la Varșovia în noiembrie 1946. În 1949, guvernul polonez a acordat o subvenție pentru înființarea Teatrului de Stat Evreiesc din Polonia, cu Kamińska ca directoare artistică.
Compozitorul Shaul Berezovsky⁠(d), care s-a întors și el în Polonia după război, a scris muzică pentru acest nou teatru. În perioada sa de început, teatrul a făcut turnee între orașele Łódź (1949-1953) și Wrocław (1953-1955). În 1955, a fost înființat permanent la Varșovia, ca Teatrul Evreiesc de Stat, ulterior numit după Ida și mama ei Ester (Teatrul Evreiesc de Stat Ester Rachel Kamińska și Ida Kamińska, în poloneză: Teatr Żydowski im. Estery Racheli i Idy Kamińskich). Ida Kamińska a continuat să conducă teatrul până în 1968.

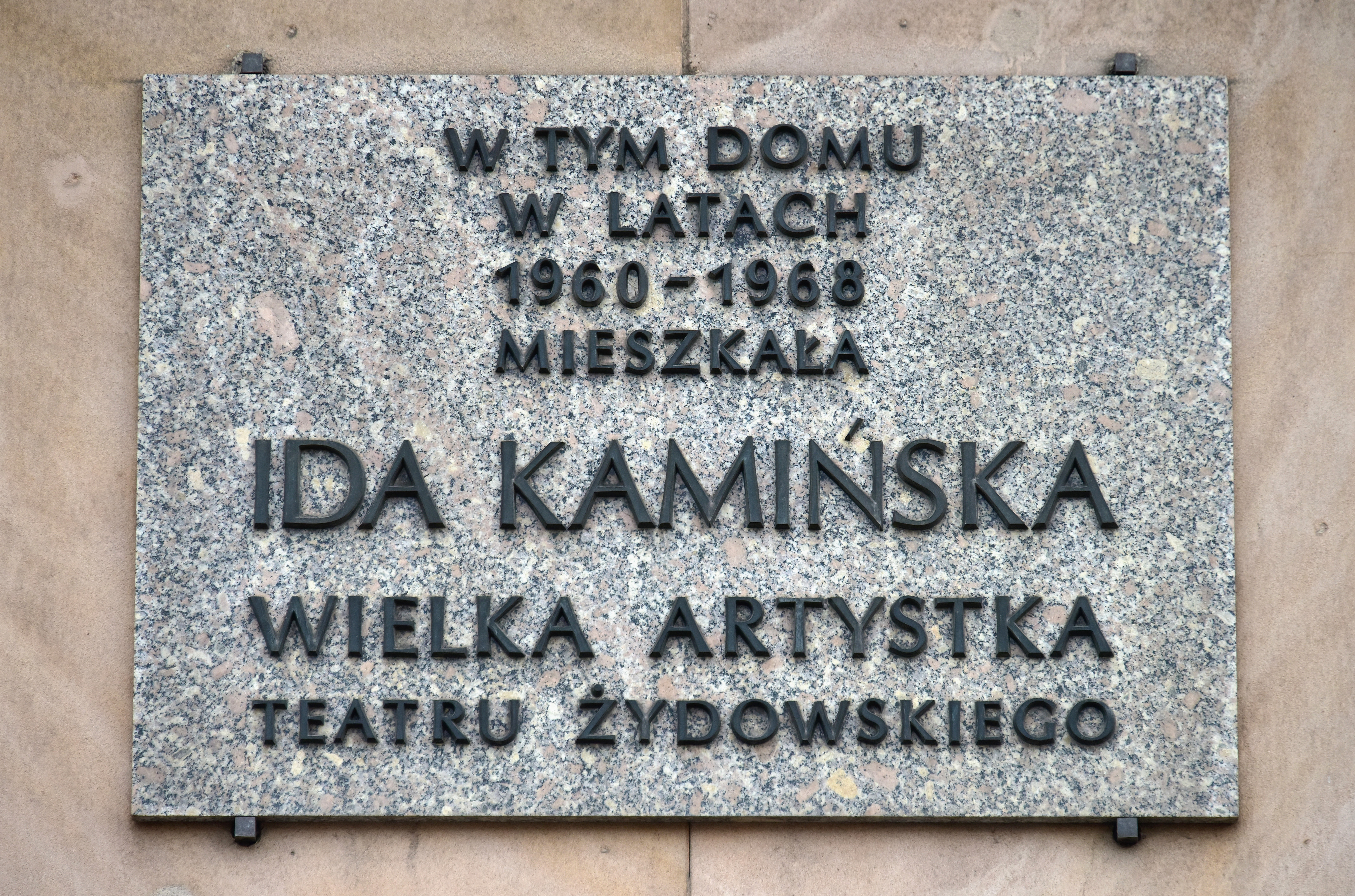
Placă memorială din Varșovia, în cinstea locului în care a locuit Kamińska.

În 1957, a făcut un turneu în Israel pentru prima dată, unde a cântat pentru prim-ministru israelian, David Ben Gurion.
În 1965, a jucat rolul doamnei Lautmann în filmul cehoslovac Magazinul de pe strada mare (în cehă/slovacă: Obchod na korze, regizat de Ján Kadár și Elmar Klos ), pentru care a primit o nominalizare la Premiul Oscar pentru cea mai bună actriță într-un rol principal la cea de-a 39-a ediție a Premiilor Oscar din 1967.
În semn de protest împotriva unei campanii antisemite guvernamentale în timpul evenimentelor din martie 1968, ea a părăsit pentru totdeauna Polonia în iulie 1968, mai întâi s-a stabilit în Israel și în cele din urmă în Statele Unite ale Americii, la New York.
Ultimul ei rol [cinematografic] a fost în filmul american Un înger pe nume Levine (The Angel Levine, 1970), regizat de Ján Kadár.

## Deces și moștenire
Ida Kamińska a murit de boli cardiovasculare în 1980, la vârsta de 80 de ani. Soțul ei, Meir Melman, a decedat în 1978. 
A fost înmormântată în secțiunea teatrului idiș a cimitirului Muntele Hebron din Flushing, New York⁠(d). De asemenea, în cimitirul Muntele Hebron este îngropat și operatorul de teatru idiș-american Molly Picon⁠(d).
În 2014, Teatrul Evreiesc din Varșovia a organizat o expoziție specială în cinstea ei. Expoziția a prezentat costume purtate de Kamińska, precum și fotografii și suveniruri din cariera ei mult apreciată.